# Fuochi d'artificio (film, 1938)
Pour les articles homonymes, voir Fuochi d'artificio.
Pour plus de détails, voir Fiche technique et Distribution.
Fuochi d'artificio est une comédie italienne réalisé par Gennaro Righelli et sortie en 1938.

## Synopsis
Gerardo di Jersay, un beau jeune homme qui est parti des années plus tôt en Amérique dans l'espoir de faire fortune, revient en Italie sans le sou. Il prend un logement dans un hôtel où, à la suite d'un malentendu, la rumeur se répand qu'il est un millionnaire incognito.
Un personnage singulier, connu uniquement sous le surnom de « Scaramanzia », obtient de Gérard qu'il l'engage comme secrétaire et, à son insu, emprunte de l'argent à son nom, joue en bourse et réussit de manière inattendue à gagner des millions, faisant ainsi de Gérard un millionnaire pour de vrai.

## Fiche technique
- Titre original italien : Fuochi d'artificio[1]
- Réalisateur : Gennaro Righelli assisté de Filippo Walter Ratti
- Scénario : Luigi Chiarelli (it), Gennaro Righelli, Riccardo Freda
- Photographie : Domenico Scala, Carlo Montuori
- Montage : Fernando Tropea (en)
- Musique : Franco Casavola, Cesare Andrea Bixio
- Décors : Alfredo Montori (it)
- Maquillage : Arcangelo Aversa
- Sociétés de production : Juventus Film
- Pays de production :  Royaume d'Italie
- Langue originale : italien
- Format : Noir et blanc - 1,37:1 - Son mono - 35 mm
- Durée : 74 minutes
- Genre : Comédie
- Dates de sortie :
  - Royaume d'Italie : décembre 1938 (visa délivré le 31 octobre 1938[1])

## Distribution
- Amedeo Nazzari : Gérard de Jersay
- Linda Pini (it) (sous le nom de « Gery Land ») : Daisy Delsing
- Vanna Vanni : Elena d'Argiro
- Luigi Carini : Prince Tommaso d'Argiro
- Giuseppe Porelli : "Scaramanzia"
- Neda Naldi (it) (sous le nom d'« Italia Volpiana ») : Diana
- Romolo Costa Rodolfo Meseri
- Corrado De Cenzo : Duc Ottimo d'Alfa